# Ixora panurensis
Ixora panurensis är en måreväxtart som beskrevs av Johannes Müller Argoviensis. Ixora panurensis ingår i släktet Ixora och familjen måreväxter. Inga underarter finns listade i Catalogue of Life.